# کینچو تاکاچ
کینچو تاکاچ (مجاری: Kincső Takács؛ زادهٔ ۱۷ سپتامبر ۱۹۹۳) قایقران کانو زن اهل مجارستان است.
وی در مسابقات کشوری و بین‌المللی در مجموع برندهٔ ۸ مدال طلا، ۹ مدال نقره، ۸ مدال برنز شده‌است.